# Sofía Reyes
Úrsula Sofía Reyes Piñeyro (Monterrey, 25 de setembro de 1995), mais conhecida como Sofía Reyes, é uma atriz e cantora mexicana. Em 2014 iniciou sua carreira solo com o lançamento do single Muévelo.

## Biografia
Sofía nasceu em 25 de setembro de 1995 em Monterrey, Nuevo León, México, educada com a religião católica. Quando ela nasceu seu pai Hernan, ela tinha 26 anos; atualmente reside em Los Angeles, Califórnia. Com apenas 8 anos de idade, seu pai descobriu seu talento e começou a envolvê-la no mundo da música, depois Sofía começou a cantar e tocar piano. Aos 11 anos começou a escrever canções com o pai. Nos anos seguintes, ela se desenvolveu como pianista, cantora e compositora. 

### Carreira
Em 2009, ela fez sua estréia como atriz no musical original e série infantil de Monterrey Mi Linda Anabella, como a personagem Camila. Ela também participou da trilha sonora. Em 2010, ela se tornou uma das cinco integrantes da banda feminina T.A.O., com a qual ela lançou um disco; Tóxico e os singles Amor Tóxico e Dile Luna.
Em 2012, ela deixou o grupo devido a diferenças com os outros membros.
Em 2013, de forma independente junto da gravadora Bakab Productions, ela apresentou seu primeiro single, Now Forever. Em dezembro de 2013, ela apresentou o segundo single, So Beautiful.
No início de 2014, fundiu-se com a gravadora Warner Music e D'Leon records (gravadora de Prince Royce) e lançou seu primeiro single e videoclipe, "Muévelo",  produzido por Prince Royce e Toby Gad, que ganhou o disco ouro na Espanha. Nele ela colaborou com um dos artistas mais representativos do gênero urbano, Wisin. O single permaneceu no Top 20 da Billboard Latin Pop por mais de 20 semanas, e também esteve presente no Top 200 Global Chart dessa plataforma. Por seu vídeo, ela recebeu o Prêmio Quiero 2015 de Melhor vídeo.
Em 2015, Sofia Reyes lançou um novo single chamado "Conmigo - Rest of Your Life", uma canção bilíngüe composta pela própria Sofía e produzida por Smiley e Edwin Serrano. Ela ganhou o Top 15 de downloads do iTunes Latin Pop. O videoclipe conta com a participação de Kendall Schmidt, membro da banda Heffron Drive e Big Time Rush, grande sucesso da Nickelodeon. Iniciou então um tour promocional pela Argentina, Espanha, Colômbia, Chile, México e Estados Unidos. Mais tarde, foi a abertura do Prince Royce em sua turnê, Soy el mismo, e ao lado dele e Wisin, na turnê The Power and Love. Realiza seu primeiro show solo no festival Primavera Pop, em Madri, Espanha.
Em maio de 2015, foi nomeada embaixadora do "Buena Voluntad" da Special Olympics 2015, realizada em Los Angeles, Califórnia. Ela também participou como atriz convidada de Esperanza mía, uma telenovela argentina estrelada por Lali Esposito, e em sua versão teatral no Luna Park.
Em janeiro de 2016, apresentou "Solo yo", o terceiro single do seu álbum de estréia, em um dueto com o Prince Royce. Em fevereiro do mesmo ano, ela estreou o videoclipe da canção. Então ela lançou a versão em inglês, "Nobody but me". 

Em abril de 2016, ela apresentou o single e vídeo de "How to Love", junto com o grupo eletrônico norte-americano Cash Cash.Em setembro de 2016, ela apresenta o quarto single, Louder, em colaboração com Francesco Yates e Spencer Ludwig.
No final de 2016 lançou "Llegaste tú", quarto single de seu álbum de estréia, Lourder!, Lançado em fevereiro de 2017. Em abril o Lourder Tour começou no Gran Rex, em Buenos Aires, Argentina.
Em fevereiro de 2018, ela retornou à música, mas no mesmo gênero com o vídeo 1, 2, 3, junto com De La Ghetto e Jason Derulo.
Em Março de 2019 lançou a musia R.I.P com Rita Ora  e Anitta

## Filmografia

### Televisão
| Ano  | Série             | Personagem                                              | País      |
| ---- | ----------------- | ------------------------------------------------------- | --------- |
| 2009 | Mi linda Anabella | Camila                                                  | México    |
| 2015 | Esperanza mía     | Ella misma                                              | Argentina |
| 2015 | Laten corazones   | Artista convidada (primeira apresentação do programa)   | Argentina |
| 2018 | Showmatch         | Artista convidada (cantou na abertura do Bailando 2018) | Argentina |
| 2018 | La voz... México  | Assessora de Natalia Jiménez                            | México    |

### Teatro
| Ano  | Obra          | Personagem | Cenário         |
| ---- | ------------- | ---------- | --------------- |
| 2015 | Esperanza mía | Ela mesma  | Luna Park       |
| 2017 | LouderTour    | Ela mesma  | Teatro Gran Rex |

## Discografia
- Louder! (2017)
- Mal de Amores (2022)

## Turnês
- Muévelo Promo Tour (2015)
- Louder Tour (2017)
- Centro America Promo Tour (2018) Recorrio (Guatemala, Costa Rica e Panamá)